# Andrzej Redelbach
Andrzej Redelbach (ur. 12 marca 1946 w Chodzieży, zm. 24 kwietnia 2006) – polski prawnik, teoretyk państwa i polityki, specjalista w dziedzinie europejskiego systemu ochrony praw człowieka. Profesor nadzwyczajny Uniwersytetu im. Adama Mickiewicza w Poznaniu. 

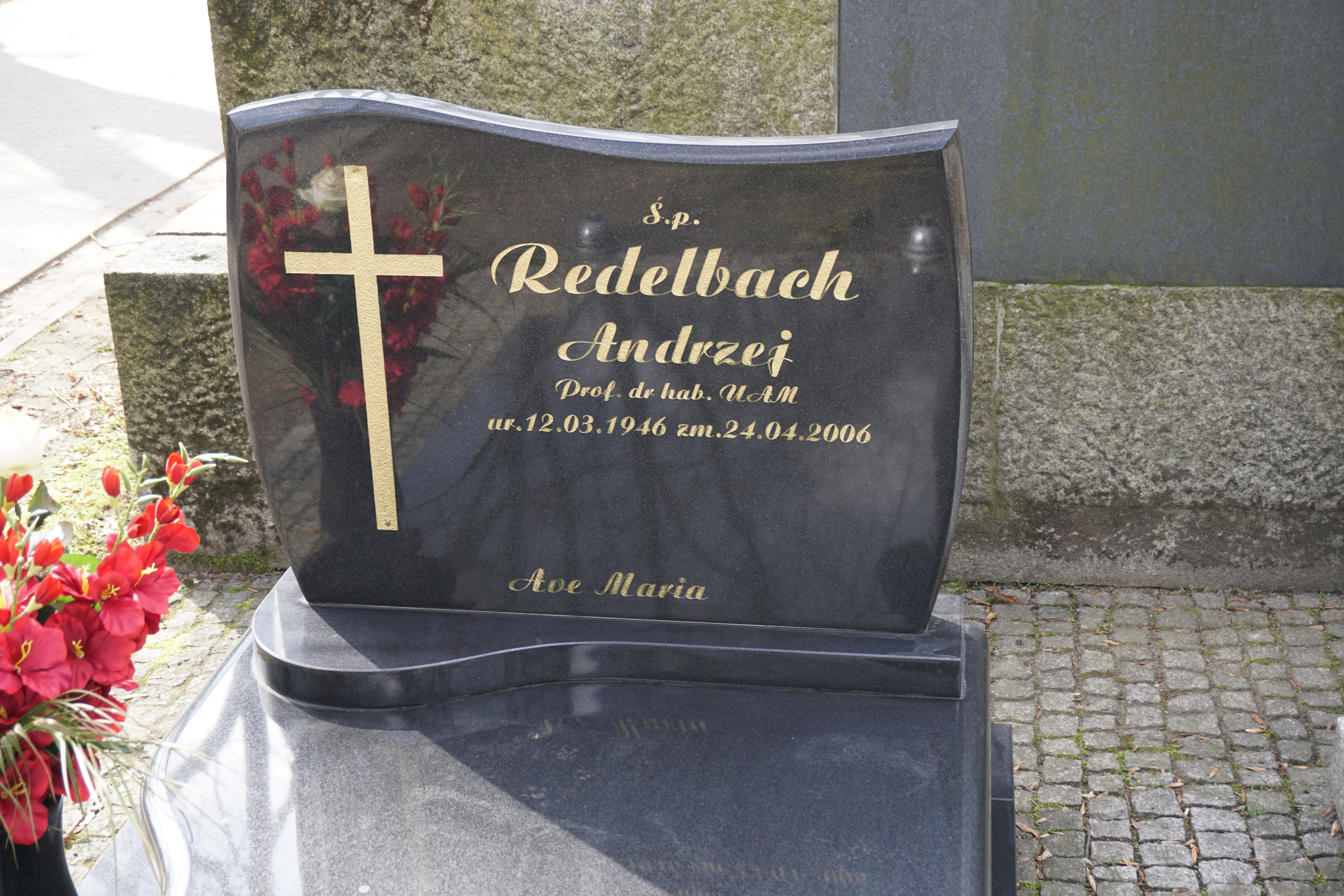
Grób prof. Andrzeja Redelbacha na cmentarzu Jeżyckim w Poznaniu

## Życiorys
W 1969 ukończył studia prawnicze na Uniwersytecie im. Adama Mickiewicza, po studiach rozpoczął pracę na macierzystej uczelni, w 1972 obronił pracę doktorską i został zatrudniony jako adiunkt, w 1981 habilitował się i zatrudniono go na stanowisku docenta, od 1995 pracował na stanowisku profesora UAM. Od 1983 był także adwokatem, od 1994 miał uprawnienia syndyka upadłości.
Współpracownik wielu organizacji zajmujących się ochroną praw człowieka, w tym m.in. Helsińskiej Fundacji Praw Człowieka, Amnesty International, Biura Łącznikowego Wysokiego Komisarza ONZ ds. Uchodźców w Warszawie. Prowadził szkolenia sędziów, adwokatów i aplikantów w sferze ochrony praw człowieka.
Był członkiem Rady Programowej, wykładał w Centrum Monitoringu Wolności Prasy w Warszawie oraz Ośrodku Informacji i Dokumentacji Rady Europy UW w Warszawie. Członek Union Internationale Des Avocats w Paryżu. Wykładał w Centrum Międzyuniwersyteckim w Dubrowniku, na Uniwersytecie w Yorku oraz Collegium Świętej Klary w Oxfordzie.
Autor licznych publikacji z zakresu prawa oraz podręczników prawniczych.
Został pochowany na zabytkowym cmentarzu jeżyckim w Poznaniu (kwatera A, grób 127).

## Publikacje
- Wstęp do prawoznawstwa, Poznań 1991, 1992, 1993, 1994, 1995, 1996, 1997
- Wstęp do prawoznawstwa. Podstawowe pojęcia nauk o władzy, państwie i prawie w perspektywie Unii Europejskiej, Toruń 1998, 1999
- Zarys teorii państwa i prawa, Warszawa 1992, 1994 (wspólnie z Sławomirą Wronkowską i Zygmuntem Ziembińskim)
- Strasbourg bliżej. Skargi indywidualne do Europejskiej Komisji Praw człowieka, Poznań 1996,
- Europejska Konwencja Praw Człowieka w polskim wymiarze sprawiedliwości, Poznań 1997
- Sądy a ochrona praw człowieka, Toruń 1999
- Prawa naturalne – prawa człowieka – wymiar sprawiedliwości, Toruń 2000.